# جايسون كرين
جايسون كرين (بالإنجليزية: Jason Crain) هو فيزيائي أمريكي، ولد في 24 أغسطس 1966 في نيويورك في الولايات المتحدة.